# Fortgeschrittene elektronische Signatur
Eine fortgeschrittene elektronische Signatur (FES) ist eine durch die eIDAS Verordnung (EU) Nr. 910/2014 geregelte Form eines Zertifikats. Die Anforderungen an fortgeschrittene elektronische Signaturen sind legaldefiniert:

„a) Sie ist eindeutig dem Unterzeichner zugeordnet.
b) Sie ermöglicht die Identifizierung des Unterzeichners.
c) Sie wird unter Verwendung elektronischer Signaturerstellungsdaten erstellt, die der Unterzeichner mit einem hohen Maß an Vertrauen unter seiner alleinigen Kontrolle verwenden kann.
d) Sie ist so mit den auf diese Weise unterzeichneten Daten verbunden, dass eine nachträgliche Veränderung der Daten erkannt werden kann.“

Eine fortgeschrittene elektronische Signatur, die auf einem qualifizierten Zertifikat beruht und mit einer sicheren Signaturerstellungseinheit erstellt wurde, wird als qualifizierte elektronische Signatur bezeichnet.